# Weed (Califòrnia)
Weed és una població dels Estats Units a l'estat de Califòrnia. Segons el cens del 2009 tenia 2.976 habitants.

## Demografia
Segons el cens del 2000, Weed tenia 2.978 habitants, 1.184 habitatges, i 747 famílies. La densitat de població era de 237,1 habitants/km².
Per edats la població es repartia de la següent manera: un 25,6% tenia menys de 18 anys, un 14,4% entre 18 i 24, un 22,6% entre 25 i 44, un 20,2% de 45 a 60 i un 17,2% 65 anys o més.
L'edat mediana era de 35 anys. Per cada 100 dones de 18 o més anys hi havia 93,3 homes.
La renda mediana per habitatge era de 23.333 $ i la renda mediana per família de 32.197 $. Els homes tenien una renda mediana de 29.052 $ mentre que les dones 21.894 $. La renda per capita de la població era de 12.434 $. Entorn del 17,2% de les famílies i el 23,9% de la població estaven per davall del llindar de pobresa.

## Poblacions més properes
El següent diagrama mostra les poblacions més properes.